# 池基善
池 基善（チ・ギソン、朝鮮語: 지기선、生年不明 - 2007年7月7日）は、朝鮮民主主義人民共和国の軍人、政治家。金日成軍事総合大学総長、朝鮮反帝闘士老兵委員会副委員長、朝鮮人民軍副総参謀長などを歴任した。朝鮮人民軍における軍事称号（階級）は上将。

## 経歴
出生地や生年月日は不明。1980年9月に朝鮮人民軍少将に昇進し、1986年6月に朝鮮人民軍副総参謀長に任命された。1989年9月に中将に昇進し、1992年6月に金日成軍事総合大学第1副総長に転じた。1997年に上将に昇進し、2000年から朝鮮反帝闘士老兵委員会副委員長を兼任し、同委員会代表団を率いてロシアを訪問した。2003年8月に最高人民会議第11期代議員に選出され、2005年1月に金日成軍事総合大学総長に任命された。
2007年7月7日に死去。金正日総書記から花輪が贈られた。2008年9月5日に愛国烈士陵に埋葬された。